# 2021 na ginástica artística
Abaixo está uma lista de importantes eventos internacionais de ginástica artística masculina e feminina programados para 2021, bem como os medalhistas.

## Calandário de eventos
| Data                              | Local          | Evento                                               | Vencedores | Vencedoras |
| --------------------------------- | -------------- | ---------------------------------------------------- | --- | --- |
| 21 a 25 de abril                  | Basel          | Campeonato Europeu                                   | AA: Nikita Nagornyy FX: Nikita Nagornyy PH: Artur Davtyan SR: Eleftherios Petrounias VT: Igor Radivilov PB: Ferhat Arıcan HB: David Belyavskiy                              | AA: Viktoria Listunova VT: Giulia Steingruber UB: Angelina Melnikova BB: Mélanie de Jesus dos Santos FX: Jessica Gadirova                                   |
| 21 de maio                        | Ouro Coast     | Campeonato da Oceania                                | AA: Mikhail Koudinov | AA: Emily Whitehead |
| 22 a 27 de maio                   | Cairo          | Campeonato Africano                                  | AA: Omar Mohamed | AA: Zeina Ibrahim |
| 27 a 30 de maio                   | Varna          | FIG World Challenge Cup                              | FX: Aurel Benović PH: Illia Kovtun SR: Vinzenz Höck VT: Nazar Chepurnyi PB: Illia Kovtun HB: Tin Srbić                                                                      | VT: Coline Devillard UB: Uliana Perebinosova BB: Anastasia Bachynska FX: Dildora Aripova & Hanna Szujó                                                      |
| 3 a 6 de junho                    | Cairo          | FIG World Challenge Cup                              | FX: Illia Kovtun PH: Illia Kovtun SR: Ali Zahran VT: Nazar Chepurnyi PB: Robert Tvorogal HB: Illia Kovtun                                                                   | VT: Nancy Taman UB: Diana Varinska BB: Larisa Iordache FX: Zója Székely                                                                                     |
| 4 a 6 de junho                    | Rio de Janeiro | Campeonato Pan-Americano                             | TF: Brasil · AA: Caio Souza · FX: Israel Chiriboga · PH: Santiago Mayol · SR: Caio Souza · VT: Caio Souza · PB: Caio Souza · HB: Javier Sandoval                            | TF: Brasil · AA: Rebeca Andrade · VT: Natalia Escalera · UB: Lorrane Oliveira · BB: Luciana Alvarado · FX: Ana Luiza Lima                                   |
| 10 a 13 de junho                  | Osijek         | FIG World Challenge Cup                              | FX: Milad Karimi PH: Matvei Petrov SR: Salvatore Maresca VT: Igor Radivilov PB: Ferhat Arıcan HB: Tin Srbić                                                                 | VT: Csenge Bácskay UB: Nina Derwael BB: Nina Derwael FX: Ana Đerek                                                                                          |
| 18 a 20 de junho                  | Guadalajara    | Campeonato Pan-Americano Juvenil                     | TF: Estados Unidos · AA: Frederic Richard · FX: Yuri Guimarães · PH: Ángel Barajas · SR: Jabiel Polanco · VT: Frederic Richard · PB: Ian Lasic-Ellis · HB: Frederic Richard | TF: Estados Unidos · AA: Katelyn Jong · VT: Katelyn Jong & Kaliya Lincoln · UB: Katelyn Jong · BB: Madray Johnson · FX: Kaliya Lincoln                      |
| 10 a 13 de março 23 a 26 de junho | Doha           | Copa do Mundo da FIG                                 | FX: Artem Dolgopyat PH: Saeid Reza Keikha SR: Eleftherios Petrounias VT: Hidenobu Yonekura PB: Ferhat Arıcan HB: Marios Georgiou                                            | VT: Oksana Chusovitina UB: Rebeca Andrade BB: Diana Varinska FX: Vanessa Ferrari                                                                            |
| 23 de julho a 8 de agosto         | Tóquio         | Jogos Olímpicos de Verão                             | TF: ROC AA: Daiki Hashimoto FX: Artem Dolgopyat PH: Max Whitlock SR: Liu Yang VT: Shin Jae-hwan PB: Zou Jingyuan HB: Daiki Hashimoto                                        | TF: ROC AA: Sunisa Lee VT: Rebeca Andrade UB: Nina Derwael BB: Guan Chenchen FX: Jade Carey                                                                 |
| 2 a 5 de setembro                 | Koper          | FIG World Challenge Cup                              | FX: Kirill Prokopev PH: Matvei Petrov SR: Vinzenz Höck VT: Andrey Medvedev PB: Sercan Demir HB: Maxime Gentges                                                              | VT: Tjaša Kysselef UB: Barbora Mokošová BB: Cassandra Lee FX: Claudia Fragapane                                                                             |
| 9 a 12 de setembro                | Mersin         | FIG World Challenge Cup                              | FX: Félix Dolci PH: Ahmad Abu Al Soud SR: Grigorii Klimentev VT: William Emard PB: Illia Kovtun HB: Dávid Vecsernyés                                                        | VT: Csenge Bácskay UB: Zója Székely BB: Maria Ceplinschi FX: Maria Ceplinschi                                                                               |
| 18 a 24 de outubro                | Kitakyushu     | Campeonato Mundial                                   | AA: Zhang Boheng FX: Nicola Bartolini PH: Stephen Nedoroscik SR: Lan Xingyu VT: Carlos Yulo PB: Hu Xuwei HB: Hu Xuwei                                                       | AA: Angelina Melnikova VT: Rebeca Andrade UB: Wei Xiaoyuan BB: Urara Ashikawa FX: Mai Murakami                                                              |
| 9 a 15 de novembro                | Cochabamba     | Campeonato Sul-Americano Juvenil                     | TF: Chile · AA: Luciano Letelier | TF: Argentina · AA: Isabella Ajalla |
| 27 a 31 de outubro                | Dhaka          | Campeonato Sul-Central Asiático                      | TF: Uzbequistão · AA: Utkirbek Juraev · FX: Abdulaziz Mirvaliev · PH: Debang Dey · SR: Omkar Shinde · VT: Abdulaziz Mirvaliev · PB: Omkar Shinde · HB: Utkirbek Juraev      | TF: Uzbequistão · AA: Anastasiya Miroshnichenko · VT: Anastasiya Miroshnichenko · UB: Dildora Aripova · BB: Dildora Aripova · FX: Anastasiya Miroshnichenko |
| 12 a 14 de novembro               | Cardiff        | Campeonato do Norte da Europa                        | TF: País de Gales · AA: Joe Cemlyn-Jones · FX: Joe Cemlyn-Jones · PH: Joe Cemlyn-Jones · SR: Daniel Fox · VT: Ewan Mcateer · PB: Brinn Bevan · HB: Sofus Heggemsnes         | TF: Inglaterra · AA: Emily Bremner · VT: Sara Jacobsen · UB: Iida Haapala · BB: Megan Bridge · FX: Tara Donnelly                                            |
| 25 de novembro a 5 de dezembro    | Cali           | Jogos Pan-Americanos Júnior                          | TF: Estados Unidos · AA: Vahe Petrosyan · FX: Tobias Liang · PH: David Shamah · SR: Jabiel Polanco · VT: Ricardo Torres · PB: David Shamah · HB: Diogo Paes                 | TF: Estados Unidos · AA: Katelyn Jong · VT: Tiana Sumanasekera · UB: Madray Johnson · BB: Madray Johnson · FX: Kailin Chio                                  |
| 8 a 13 de dezembro                | San Juan       | Campeonato Sul-Americano de Ginástica Artística 2021 | TF: Brasil · AA: Gabriel Faria · FX: Santiago Mayol · PH: Gabriel Faria · SR: Daniel Villafañe · VT: Josué Heliodoro · PB: Julian Jato · HB: Patrick Sampaio                | TF: Brasil · AA: Júlia Soares · VT: Franchesca Santi · UB: Brisa Carraro · BB: Júlia Soares · FX: Júlia Soares                                              |

### Eventos cancelados
Devido à pandemia de COVID-19, vários eventos foram cancelados.
| Data marcada            | Local      | Evento                         | Ref    |
| ----------------------- | ---------- | ------------------------------ | ------ |
| 25 a 28 de fevereiro    | Cottbus    | Copa do Mundo da FIG           | [ 9 ]  |
| 4 a 7 de março          | Baku       | Copa do Mundo da FIG           | [ 10 ] |
| 20 a 21 de março        | Stuttgart  | FIG Individual Geral World Cup | [ 11 ] |
| 27 de março             | Birmingham | FIG Individual Geral World Cup | [ 12 ] |
| 4 de maio               | Tóquio     | FIG Individual Geral World Cup | [ 13 ] |
| 29 de maio a 1 de junho | Hangzhou   | Campeonato Asiático            | [ 14 ] |

## Medalhistas

### Feminino

#### Eventos internacionais
| Competição         | Evento              | Ouro                                                                         | Prata                                                                   | Bronze                                                                           |
| Olimpíadas         | Equipes             | ROC Lilia Akhaimova Viktoria Listunova Angelina Melnikova Vladislava Urazova | USA Estados Unidos Simone Biles Jordan Chiles Sunisa Lee Grace McCallum | GBR Grã-Bretanha Jennifer Gadirova Jessica Gadirova Alice Kinsella Amelie Morgan |
| Olimpíadas         | Individual Geral    | Sunisa Lee                                                                   | Rebeca Andrade                                                          | Angelina Melnikova                                                               |
| Olimpíadas         | Salto               | Rebeca Andrade                                                               | MyKayla Skinner                                                         | Yeo Seo-jeong                                                                    |
| Olimpíadas         | Barras Assimétricas | Nina Derwael                                                                 | Anastasia Ilyankova                                                     | Sunisa Lee                                                                       |
| Olimpíadas         | Trave               | Guan Chenchen                                                                | Tang Xijing                                                             | Simone Biles                                                                     |
| Olimpíadas         | Solo                | Jade Carey                                                                   | Vanessa Ferrari                                                         | Mai Murakami Angelina Melnikova                                                  |
| Campeonato Mundial | Individual-Geral    | Angelina Melnikova                                                           | Leanne Wong                                                             | Kayla DiCello                                                                    |
| Campeonato Mundial | Salto               | Rebeca Andrade                                                               | Asia D'Amato                                                            | Angelina Melnikova                                                               |
| Campeonato Mundial | Barras Assimétricas | Wei Xiaoyuan                                                                 | Rebeca Andrade                                                          | Luo Rui                                                                          |
| Campeonato Mundial | Trave               | Urara Ashikawa                                                               | Pauline Schaefer-Betz                                                   | Mai Murakami                                                                     |
| Campeonato Mundial | Solo                | Mai Murakami                                                                 | Angelina Melnikova                                                      | Leanne Wong                                                                      |

#### Campeonatos regionais
| Competição    | Evento              | Ouro                        | Prata              | Bronze              |
| Africano      | Individual Geral    | Zeina Ibrahim               | Farah Hussein      | Naveen Daries       |
| Europeu       | Individual Geral    | Viktoria Listunova          | Angelina Melnikova | Jessica Gadirova    |
| Europeu       | Salto               | Giulia Steingruber          | Jessica Gadirova   | Angelina Melnikova  |
| Europeu       | Barras Assimétricas | Angelina Melnikova          | Vladislava Urazova | Amelie Morgan       |
| Europeu       | Trave               | Mélanie de Jesus dos Santos | Sanne Wevers       | Anastasia Bachynska |
| Europeu       | Solo                | Jessica Gadirova            | Angelina Melnikova | Vanessa Ferrari     |
| Oceania       | Individual Geral    | Emily Whitehead             | Georgia-Rose Brown | Brianna Scott       |
| Pan-Americano | Equipes             | Brasil                      | México             | Argentina           |
| Pan-Americano | Individual Geral    | Rebeca Andrade              | Luciana Alvarado   | Lorrane Oliveira    |
| Pan-Americano | Salto               | Natalia Escalera            | Hillary Heron      | Alaís Perea         |
| Pan-Americano | Barras Assimétricas | Lorrane Oliveira            | Christal Bezerra   | Daniela Briceño     |
| Pan-Americano | Trave               | Luciana Alvarado            | Paulina Campos     | Júlia Soares        |
| Pan-Americano | Solo                | Ana Luiza Lima              | Christal Bezerra   | Abigail Magistrati  |

### Masculino

#### Eventos internacionais
| Competição         | Evento           | Ouro                                                                | Prata                                                                 | Bronze                                                  |
| Olimpíadas         | Equipes          | ROC Denis Ablyazin David Belyavskiy Artur Dalaloyan Nikita Nagornyy | JPN Japão Daiki Hashimoto Kazuma Kaya Takeru Kitazono Wataru Tanigawa | CHN China Lin Chaopan Sun Wei Xiao Ruoteng Zou Jingyuan |
| Olimpíadas         | Individual Geral | Daiki Hashimoto                                                     | Xiao Ruoteng                                                          | Nikita Nagornyy                                         |
| Olimpíadas         | Solo             | Artem Dolgopyat                                                     | Rayderley Zapata                                                      | Xiao Ruoteng                                            |
| Olimpíadas         | Cavalo com Alças | Max Whitlock                                                        | Lee Chih-kai                                                          | Kazuma Kaya                                             |
| Olimpíadas         | Argolas          | Liu Yang                                                            | You Hao                                                               | Eleftherios Petrounias                                  |
| Olimpíadas         | Salto            | Shin Jae-hwan                                                       | Denis Ablyazin                                                        | Artur Davtyan                                           |
| Olimpíadas         | Barras Paralelas | Zou Jingyuan                                                        | Lukas Dauser                                                          | Ferhat Arıcan                                           |
| Olimpíadas         | Barra Fixa       | Daiki Hashimoto                                                     | Tin Srbić                                                             | Nikita Nagornyy                                         |
| Campeonato Mundial | Individual Geral | Zhang Boheng                                                        | Daiki Hashimoto                                                       | Illia Kovtun                                            |
| Campeonato Mundial | Solo             | Nicola Bartolini                                                    | Kazuki Minami                                                         | Emil Soravuo                                            |
| Campeonato Mundial | Cavalo com Alças | Stephen Nedoroscik                                                  | Weng Hao Kazuma Kaya                                                  | nenhum premiado                                         |
| Campeonato Mundial | Argolas          | Lan Xingyu                                                          | Marco Lodadio                                                         | Salvatore Maresca Grigorii Klimentev                    |
| Campeonato Mundial | Salto            | Carlos Yulo                                                         | Hidenobu Yonekura                                                     | Andrey Medvedev                                         |
| Campeonato Mundial | Barras Paralelas | Hu Xuwei                                                            | Carlos Yulo                                                           | Shi Cong                                                |
| Campeonato Mundial | Barra Fixa       | Hu Xuwei                                                            | Daiki Hashimoto                                                       | Brody Malone                                            |

#### Campeonatos regionais
| Competição    | Evento           | Ouro                   | Prata                | Bronze                         |
| Africano      | Individual Geral | Omar Mohamed           | Ziad Khater          | Uche Eke                       |
| Europeu       | Individual Geral | Nikita Nagornyy        | David Belyavskiy     | Illia Kovtun                   |
| Europeu       | Solo             | Nikita Nagornyy        | Benjamin Gischard    | Nicola Bartolini               |
| Europeu       | Cavalo com Alças | Artur Davtyan          | Nikita Nagornyy      | Joe Fraser                     |
| Europeu       | Argolas          | Eleftherios Petrounias | Nikita Nagornyy      | Salvatore Maresca              |
| Europeu       | Salto            | Igor Radivilov         | Andrey Medvedev      | Giarnni Regini-Moran           |
| Europeu       | Barras Paralelas | Ferhat Arıcan          | David Belyavskiy     | Christian Baumann Lukas Dauser |
| Europeu       | Barra Fixa       | David Belyavskiy       | Andreas Toba         | Adem Asil                      |
| Oceania       | Individual Geral | Mikhail Koudinov       | Mitchell Morgans     | Jesse Moore                    |
| Pan-Americano | Equipes          | Brasil                 | Estados Unidos       | Colômbia                       |
| Pan-Americano | Individual Geral | Caio Souza             | Paul Juda            | Diogo Soares                   |
| Pan-Americano | Solo             | Israel Chiriboga       | Tomás Florêncio      | Julian Jato                    |
| Pan-Americano | Cavalo com Alças | Santiago Mayol         | Javier Sandoval      | Francisco Barretto             |
| Pan-Americano | Argolas          | Caio Souza             | Federico Molinari    | Kristopher Bohórquez           |
| Pan-Americano | Salto            | Caio Souza             | Fabián de Luna       | Daniel Villafañe               |
| Pan-Americano | Barras Paralelas | Caio Souza             | Javier Sandoval      | Diogo Soares                   |
| Pan-Americano | Barra Fixa       | Javier Sandoval        | José Manuel Martínez | Santiago Mayol                 |

## Melhores pontuações da temporada

### Feminino
Nota: Apenas as pontuações de ginastas seniores de eventos internacionais foram incluídas abaixo. Apenas uma pontuação por ginasta está incluída.

#### Individual geral
| Pos. | Nome                        | País           | Pontuação | Evento                |
| ---- | --------------------------- | -------------- | --------- | --------------------- |
| 1    | Simone Biles                | Estados Unidos | 57.731    | Jogos Olímpicos QF    |
| 2    | Sunisa Lee                  | Estados Unidos | 57.433    | Jogos Olímpicos AA    |
| 3    | Rebeca Andrade              | Brasil         | 57.399    | Jogos Olímpicos QF    |
| 4    | Angelina Melnikova          | Rússia         | 57.199    | Jogos Olímpicos AA    |
| 5    | Vladislava Urazova          | Rússia         | 57.099    | Jogos Olímpicos QF    |
| 6    | Viktoria Listunova          | Rússia         | 56.932    | Jogos Olímpicos QF    |
| 7    | Nina Derwael                | Bélgica        | 56.598    | Jogos Olímpicos QF    |
| 8    | Tang Xijing                 | China          | 56.432    | Jogos Olímpicos QF    |
| 9    | Leanne Wong                 | Estados Unidos | 56.340    | Campeonato Mundial AA |
| 10   | Jade Carey                  | Estados Unidos | 56.265    | Jogos Olímpicos QF    |
| 11   | Mai Murakami                | Japão          | 56.032    | Jogos Olímpicos AA    |
| 12   | Mélanie de Jesus dos Santos | França         | 55.966    | Jogos Olímpicos TF    |
| 13   | Kayla DiCello               | Estados Unidos | 55.700    | Campeonato Mundial QF |
| 14   | MyKayla Skinner             | Estados Unidos | 55.398    | Jogos Olímpicos QF    |
| 15   | Jessica Gadirova            | Grã-Bretanha   | 55.199    | Jogos Olímpicos QF    |
| 16   | Grace McCallum              | Estados Unidos | 55.166    | Jogos Olímpicos TF    |
| 17   | Lu Yufei                    | China          | 55.066    | Jogos Olímpicos QF    |
| 18   | Zhang Jin                   | China          | 54.932    | Jogos Olímpicos QF    |
| 19   | Zsófia Kovács               | Hungria        | 54.732    | Jogos Olímpicos QF    |
| 20   | Jennifer Gadirova           | Grã-Bretanha   | 54.699    | Jogos Olímpicos QF    |

#### Salto
| Pos. | Nome               | País           | Pontuação | Evento                |
| ---- | ------------------ | -------------- | --------- | --------------------- |
| 1    | Simone Biles       | Estados Unidos | 15.183    | Jogos Olímpicos QF    |
| 2    | Jade Carey         | Estados Unidos | 15.166    | Jogos Olímpicos QF    |
| 3    | Rebeca Andrade     | Brasil         | 15.100    | Jogos Olímpicos QF    |
| 4    | MyKayla Skinner    | Estados Unidos | 14.916    | Jogos Olímpicos EF    |
| 5    | Giulia Steingruber | Suíça          | 14.823    | Campeonato Europeu EF |
| 6    | Yeo Seo-jeong      | Coreia do Sul  | 14.800    | Jogos Olímpicos QF    |
| 7    | Alexa Moreno       | México         | 14.716    | Jogos Olímpicos QF    |
| 8    | Shallon Olsen      | Canadá         | 14.699    | Jogos Olímpicos QF    |
| 9    | Lilia Akhaimova    | Rússia         | 14.699    | Jogos Olímpicos QF    |
| 10   | Angelina Melnikova | Rússia         | 14.683    | Jogos Olímpicos EF    |

#### Barras assimétricas
| Pos. | Nome                | País           | Pontuação | Evento                |
| ---- | ------------------- | -------------- | --------- | --------------------- |
| 1    | Nina Derwael        | Bélgica        | 15.400    | Jogos Olímpicos TF    |
| 1    | Sunisa Lee          | Estados Unidos | 15.400    | Jogos Olímpicos TF    |
| 3    | Rebeca Andrade      | Brasil         | 15.100    | Campeonato Mundial QF |
| 4    | Anastasia Ilyankova | Rússia         | 14.966    | Jogos Olímpicos QF    |
| 5    | Angelina Melnikova  | Rússia         | 14.933    | Jogos Olímpicos QF    |
| 6    | Viktoria Listunova  | Rússia         | 14.900    | Jogos Olímpicos TF    |
| 7    | Vladislava Urazova  | Rússia         | 14.866    | Jogos Olímpicos QF    |
| 8    | Wei Xiaoyuan        | China          | 14.733    | Campeonato Mundial QF |
| 9    | Lu Yufei            | China          | 14.700    | Jogos Olímpicos QF    |
| 9    | Elisabeth Seitz     | Alemanha       | 14.700    | Jogos Olímpicos QF    |

#### Trave
| Pos. | Nome               | País           | Pontuação | Evento                                |
| ---- | ------------------ | -------------- | --------- | ------------------------------------- |
| 1    | Guan Chenchen      | China          | 14.933    | Jogos Olímpicos QF                    |
| 2    | Luo Rui            | China          | 14.566    | Campeonato Mundial QF                 |
| 3    | Viktoria Listunova | Rússia         | 14.333    | Jogos Olímpicos TF                    |
| 3    | Tang Xijing        | China          | 14.333    | Jogos Olímpicos QF                    |
| 5    | Sunisa Lee         | Estados Unidos | 14.200    | Jogos Olímpicos QF                    |
| 5    | Vladislava Urazova | Rússia         | 14.200    | Jogos Olímpicos AA                    |
| 7    | Giorgia Villa      | Itália         | 14.150    | Flanders International Team Challenge |
| 8    | Larisa Iordache    | Roménia        | 14.133    | Jogos Olímpicos QF                    |
| 9    | Urara Ashikawa     | Japão          | 14.100    | Campeonato Mundial QF                 |
| 9    | Ellie Black        | Canadá         | 14.100    | Jogos Olímpicos QF                    |
| 9    | Lu Yufei           | China          | 14.100    | Jogos Olímpicos QF                    |

#### Solo
| Pos. | Nome               | País           | Pontuação | Evento                   |
| ---- | ------------------ | -------------- | --------- | ------------------------ |
| 1    | Jade Carey         | Estados Unidos | 14.366    | Jogos Olímpicos EF       |
| 2    | Angelina Melnikova | Rússia         | 14.300    | Campeonato Europeu QF    |
| 3    | Vanessa Ferrari    | Itália         | 14.266    | Copa do Mundo de Doha EF |
| 4    | Viktoria Listunova | Rússia         | 14.166    | Jogos Olímpicos TF       |
| 4    | Mai Murakami       | Japão          | 14.166    | Jogos Olímpicos EF       |
| 6    | Simone Biles       | Estados Unidos | 14.133    | Jogos Olímpicos QF       |
| 7    | Rebeca Andrade     | Brasil         | 14.066    | Jogos Olímpicos QF       |
| 8    | Jessica Gadirova   | Grã-Bretanha   | 14.066    | Jogos Olímpicos QF       |
| 8    | Leanne Wong        | Estados Unidos | 14.066    | Campeonato Mundial AA    |
| 10   | Kayla DiCello      | Estados Unidos | 13.800    | Campeonato Mundial QF    |
| 10   | Jennifer Gadirova  | Grã-Bretanha   | 13.800    | Jogos Olímpicos QF       |

### Masculino
Nota: Apenas as pontuações de ginastas seniores de eventos internacionais foram incluídas abaixo. Apenas uma pontuação por ginasta está incluída.

#### Individual geral
| Pos. | Nome              | País           | Pontuação | Evento                |
| ---- | ----------------- | -------------- | --------- | --------------------- |
| 1    | Daiki Hashimoto   | Japão          | 88.531    | Jogos Olímpicos QF    |
| 2    | Nikita Nagornyy   | Rússia         | 88.330    | Jogos Olímpicos TF    |
| 3    | Xiao Ruoteng      | China          | 88.065    | Jogos Olímpicos AA    |
| 4    | Zhang Boheng      | China          | 87.981    | Campeonato Mundial AA |
| 5    | Sun Wei           | China          | 87.798    | Jogos Olímpicos AA    |
| 7    | Takeru Kitazono   | Japão          | 86.698    | Jogos Olímpicos AA    |
| 8    | Joe Fraser        | Grã-Bretanha   | 86.298    | Jogos Olímpicos QF    |
| 9    | Artur Dalaloyan   | Rússia         | 86.248    | Jogos Olímpicos AA    |
| 10   | David Belyavskiy  | Rússia         | 85.864    | Campeonato Europeu AA |
| 11   | Ahmet Onder       | Turquia        | 85.665    | Jogos Olímpicos QF    |
| 12   | Kazuma Kaya       | Japão          | 85.465    | Jogos Olímpicos QF    |
| 13   | Brody Malone      | Estados Unidos | 85.298    | Jogos Olímpicos QF    |
| 14   | Lin Chaopan       | China          | 85.098    | Jogos Olímpicos QF    |
| 15   | Wataru Tanigawa   | Japão          | 84.906    | Jogos Olímpicos QF    |
| 16   | Illia Kovtun      | Ucrânia        | 84.864    | Campeonato Europeu AA |
| 17   | Tang Chia-hung    | Taipé Chinesa  | 84.798    | Jogos Olímpicos AA    |
| 18   | Aleksandr Kartsev | Rússia         | 84.731    | Campeonato Europeu QF |
| 19   | Sam Mikulak       | Estados Unidos | 84.664    | Jogos Olímpicos QF    |
| 20   | James Hall        | Grã-Bretanha   | 84.598    | Jogos Olímpicos AA    |

#### Solo
| Pos. | Nome              | País          | Pontuação | Evento                  |
| ---- | ----------------- | ------------- | --------- | ----------------------- |
| 1    | Artem Dolgopyat   | Israel        | 15.400    | Osijek Challenge Cup QF |
| 2    | Nikita Nagornyy   | Rússia        | 15.166    | Campeonato Europeu EF   |
| 2    | Carlos Yulo       | Filipinas     | 15.166    | Campeonato Mundial QF   |
| 4    | Ryu Sung-hyun     | Coreia do Sul | 15.066    | Jogos Olímpicos QF      |
| 4    | Kirill Prokopev   | Rússia        | 15.066    | Campeonato Europeu QF   |
| 6    | Rayderley Zapata  | Espanha       | 15.041    | Jogos Olímpicos QF      |
| 7    | Milad Karimi      | Cazaquistão   | 15.033    | Jogos Olímpicos AA      |
| 8    | Nicola Bartolini  | Itália        | 14.966    | Campeonato Mundial QF   |
| 8    | Benjamin Gischard | Suíça         | 14.966    | Campeonato Europeu EF   |
| 8    | Kazuki Minami     | Japão         | 14.966    | Campeonato Mundial QF   |

#### Cavalo com alças
| Pos. | Nome               | País           | Pontuação | Evento                   |
| ---- | ------------------ | -------------- | --------- | ------------------------ |
| 1    | Weng Hao           | China          | 15.600    | Campeonato Mundial QF    |
| 2    | Max Whitlock       | Grã-Bretanha   | 15.583    | Jogos Olímpicos EF       |
| 3    | Lee Chih-kai       | Taipé Chinesa  | 15.400    | Jogos Olímpicos EF       |
| 4    | Stephen Nedoroscik | Estados Unidos | 15.366    | Campeonato Mundial QF    |
| 5    | Alec Yoder         | Estados Unidos | 15.300    | Campeonato Mundial QF    |
| 6    | Rhys McClenaghan   | Irlanda        | 15.266    | Jogos Olímpicos QF       |
| 6    | Kohei Kameyama     | Japão          | 15.266    | Jogos Olímpicos QF       |
| 8    | Matvei Petrov      | Albânia        | 15.250    | Osijek Challenge Cup QF  |
| 9    | Saeedreza Keikha   | Irão           | 15.200    | Copa do Mundo de Doha EF |
| 10   | Daiki Hashimoto    | Japão          | 15.075    | Campeonato Mundial QF    |

#### Argolas
| Pos. | Nome                   | País    | Pontuação | Evento                   |
| ---- | ---------------------- | ------- | --------- | ------------------------ |
| 1    | Liu Yang               | China   | 15.500    | Jogos Olímpicos EF       |
| 1    | Eleftherios Petrounias | Grécia  | 15.500    | Copa do Mundo de Doha EF |
| 3    | You Hao                | China   | 15.300    | Jogos Olímpicos EF       |
| 4    | Lan Xingyu             | China   | 15.266    | Campeonato Mundial QF    |
| 5    | Samir Aït Saïd         | França  | 15.066    | Jogos Olímpicos QF       |
| 6    | Denis Ablyazin         | Rússia  | 15.033    | Jogos Olímpicos TF       |
| 6    | Nikita Nagornyy        | Rússia  | 15.033    | Campeonato Europeu EF    |
| 8    | Vahagn Davtyan         | Armênia | 14.966    | Campeonato Europeu QF    |
| 9    | İbrahim Çolak          | Turquia | 14.933    | Jogos Olímpicos QF       |
| 9    | Salvatore Maresca      | Itália  | 14.933    | Campeonato Europeu QF    |

#### Salto
| Pos. | Nome              | País          | Pontuação | Evento                   |
| ---- | ----------------- | ------------- | --------- | ------------------------ |
| 1    | Hidenobu Yonekura | China         | 15.016    | Copa do Mundo de Doha EF |
| 2    | Carlos Yulo       | Filipinas     | 14.916    | Campeonato Mundial EF    |
| 3    | Shin Jea-hwan     | Coreia do Sul | 14.866    | Jogos Olímpicos QF       |
| 3    | Artur Davtyan     | Armênia       | 14.866    | Jogos Olímpicos QF       |
| 5    | Nazar Chepurnyi   | Ucrânia       | 14.833    | Campeonato Mundial QF    |
| 5    | Yang Hak-seon     | Coreia do Sul | 14.833    | Campeonato Mundial QF    |
| 7    | Andrey Medvedev   | Israel        | 14.800    | Koper Challenge Cup EF   |
| 7    | Igor Radivilov    | Ucrânia       | 14.800    | Osijek Challenge Cup QF  |
| 9    | Nikita Nagornyy   | Rússia        | 14.783    | Jogos Olímpicos QF       |
| 9    | Denis Ablyazin    | Rússia        | 14.783    | Jogos Olímpicos EF       |

#### Barras paralelas
| Pos. | Nome            | País           | Pontuação | Evento                |
| ---- | --------------- | -------------- | --------- | --------------------- |
| 1    | Zou Jingyuan    | China          | 16.166    | Jogos Olímpicos QF    |
| 2    | Lukas Dauser    | Alemanha       | 15.733    | Jogos Olímpicos QF    |
| 3    | You Hao         | China          | 15.666    | Jogos Olímpicos QF    |
| 4    | Ferhat Arican   | Turquia        | 15.633    | Jogos Olímpicos EF    |
| 5    | Carlos Yulo     | Filipinas      | 15.566    | Campeonato Mundial QF |
| 6    | Hu Xuwei        | China          | 15.466    | Campeonato Mundial EF |
| 7    | Sam Mikulak     | Estados Unidos | 15.433    | Jogos Olímpicos QF    |
| 8    | Xiao Ruoteng    | China          | 15.400    | Jogos Olímpicos QF    |
| 8    | Joe Fraser      | Grã-Bretanha   | 15.400    | Jogos Olímpicos QF    |
| 8    | Nikita Nagornyy | Rússia         | 15.400    | Jogos Olímpicos AA    |

#### Barra fixa
| Pos. | Nome            | País           | Pontuação | Evento                |
| ---- | --------------- | -------------- | --------- | --------------------- |
| 1    | Hu Xuwei        | China          | 15.166    | Campeonato Mundial EF |
| 2    | Daiki Hashimoto | Japão          | 15.133    | Campeonato Mundial AA |
| 3    | Brody Malone    | Estados Unidos | 14.966    | Campeonato Mundial EF |
| 3    | Carlo Macchini  | Itália         | 14.966    | Campeonato Mundial EF |
| 5    | Tin Srbić       | Croácia        | 14.900    | Jogos Olímpicos EF    |
| 6    | Milad Karimi    | Cazaquistão    | 14.833    | Campeonato Mundial EF |
| 7    | Zhang Boheng    | China          | 14.800    | Campeonato Mundial AA |
| 8    | Kōhei Uchimura  | Japão          | 14.600    | Campeonato Mundial EF |
| 9    | Sam Mikulak     | Estados Unidos | 14.566    | Jogos Olímpicos TF    |
| 10   | Nikita Nagornyy | Rússia         | 14.533    | Jogos Olímpicos EF    |

## Aposentadorias
| Ginasta            | País           | Data                    | Ref    |
| ------------------ | -------------- | ----------------------- | ------ |
| Nile Wilson        | Grã-Bretanha   | 14 de janeiro de 2021   | [ 15 ] |
| Daria Spiridonova  | Rússia         | 17 de fevereiro de 2021 | [ 16 ] |
| Aliya Mustafina    | Rússia         | 8 de junho de 2021      | [ 17 ] |
| Kenzo Shirai       | Japão          | 16 de junho de 2021     | [ 18 ] |
| Epke Zonderland    | Países Baixos  | 24 de junho de 2021     | [ 19 ] |
| MyKayla Skinner    | Estados Unidos | 1 de agosto de 2021     | [ 20 ] |
| Sam Mikulak        | Estados Unidos | 9 de agosto de 2021     | [ 21 ] |
| Maria Holbură      | Roménia        | 10 de agosto de 2021    | [ 22 ] |
| Giulia Steingruber | Suíça          | 1 de outubro de 2021    | [ 23 ] |
| Mai Murakami       | Japão          | 24 de outubro de 2021   | [ 24 ] |
| Larisa Iordache    | Roménia        | 16 de dezembro de 2021  | [ 25 ] |